# Козики (Брестская область)
Козики (бел. Козікі) — деревня в Ивацевичском районе Брестской области. Входит в состав Житлинского сельсовета, бывший центр Козикского сельсовета. Расположена в 21 км от города Ивацевичи и одноименной железнодорожной станции, в 153 км от Бреста. Население — 215 человек (2019).

## История
Впервые упоминается в XIX веке. В 1870 году деревня в составе Гичицкой волости Слонимского уезда Гродненской губернии Российской империи.

## Население
Население деревни на 2019 год составляло 215 человек.
| 1870 | 1905  | 1924  | 1940  | 1958  | 1970  | 1979  | 1997  | 1999  | 2002  | 2005  | 2009  | 2019  |
| ---- | ----- | ----- | ----- | ----- | ----- | ----- | ----- | ----- | ----- | ----- | ----- | ----- |
| 163  | ▲ 512 | ▼ 148 | ▲ 560 | ▼ 456 | ▲ 526 | ▼ 472 | ▼ 347 | ▼ 335 | ▲ 344 | ▼ 300 | ▼ 253 | ▼ 215 |